# Église Saint-Paul de Lantan
L'église Saint-Paul est une église catholique située sur la commune de Lantan, dans le département du Cher, en France.

## Historique
La construction de l'édifice remonte au XIIe siècle, l'église dépendait de l'abbaye de Plampied et était le siège d'un prieuré.
L'église est inscrite au titre des monuments historiques par arrêté du 20 octobre 1971.

## Galerie

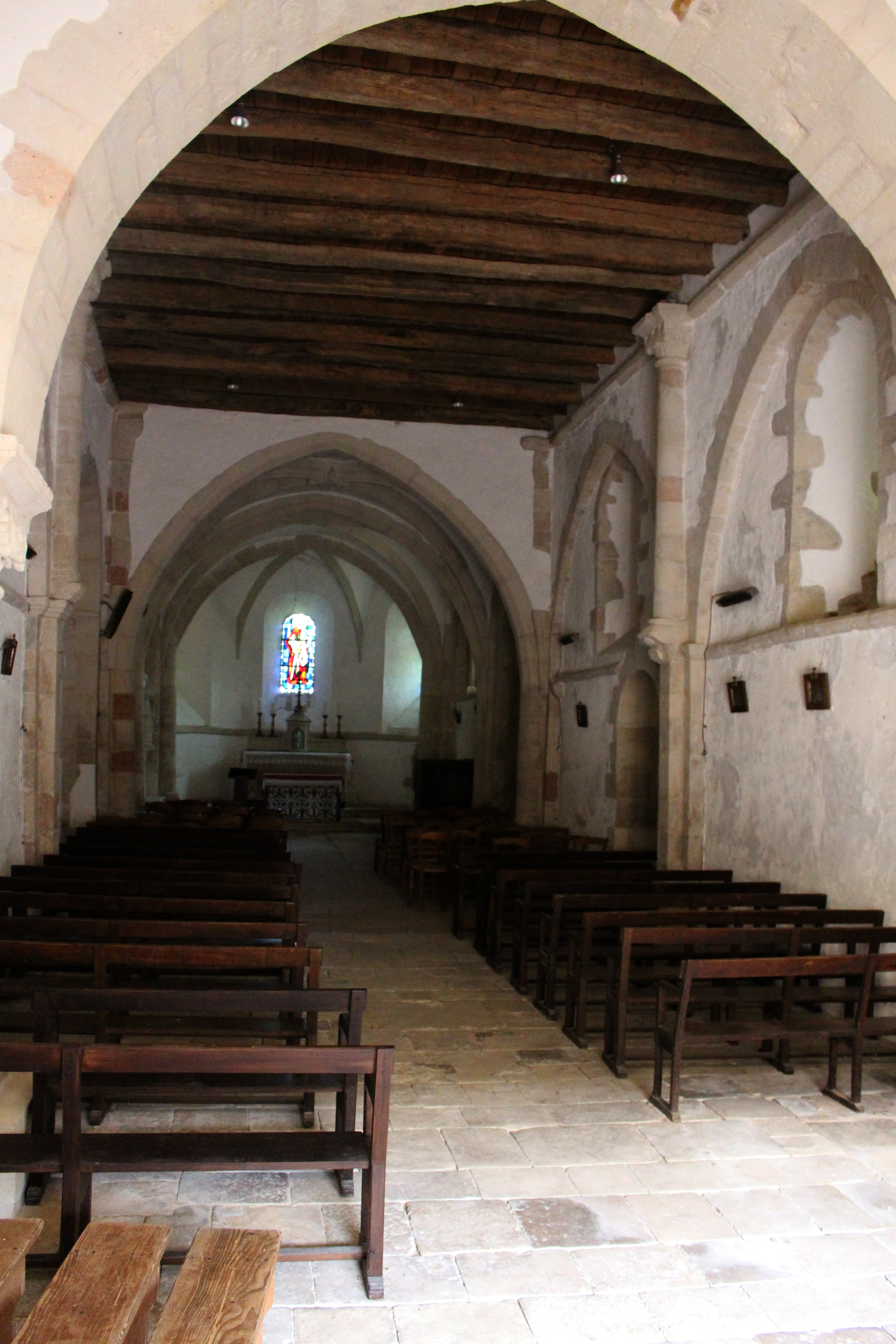
Nef.
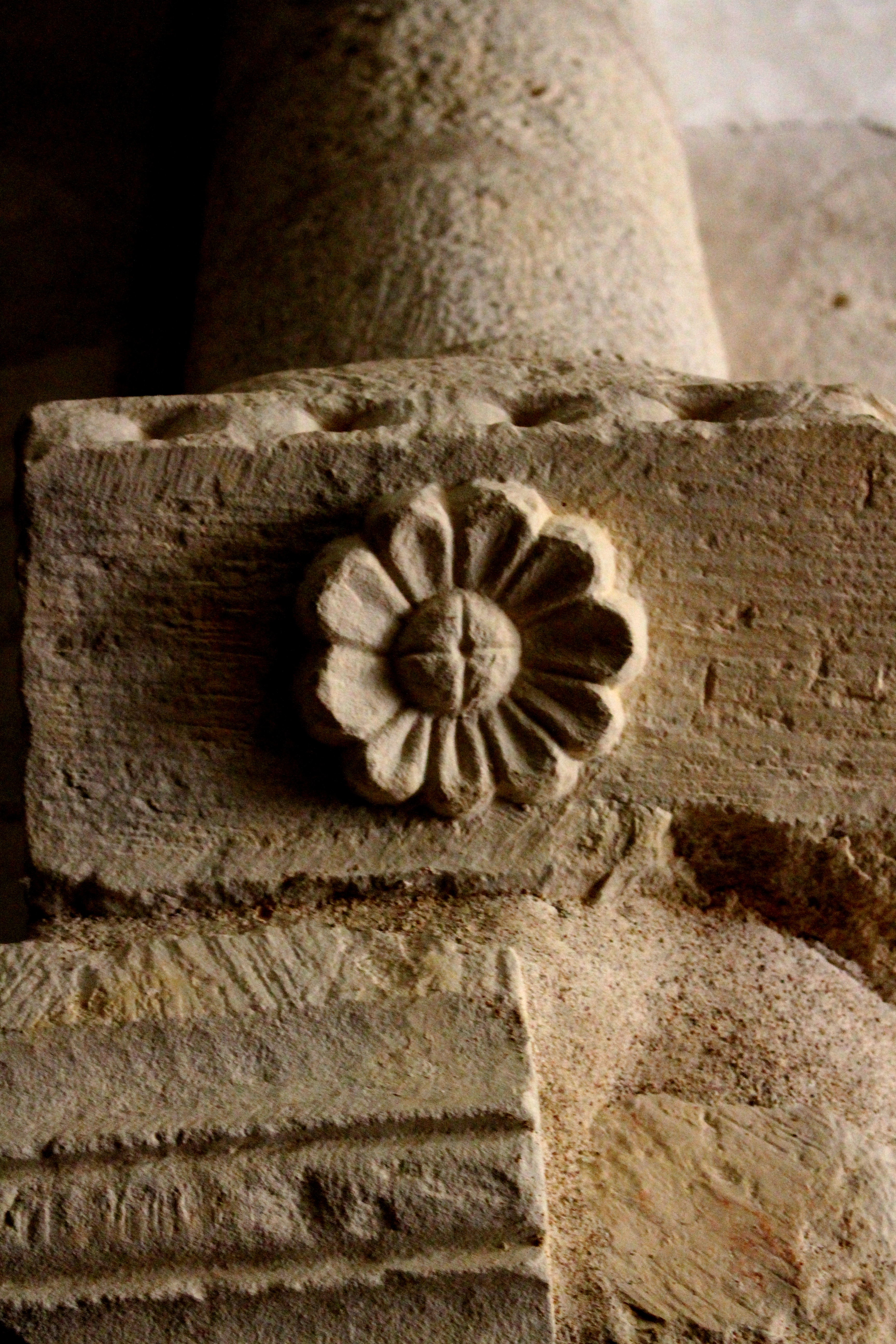
Détail d'un pilastre.
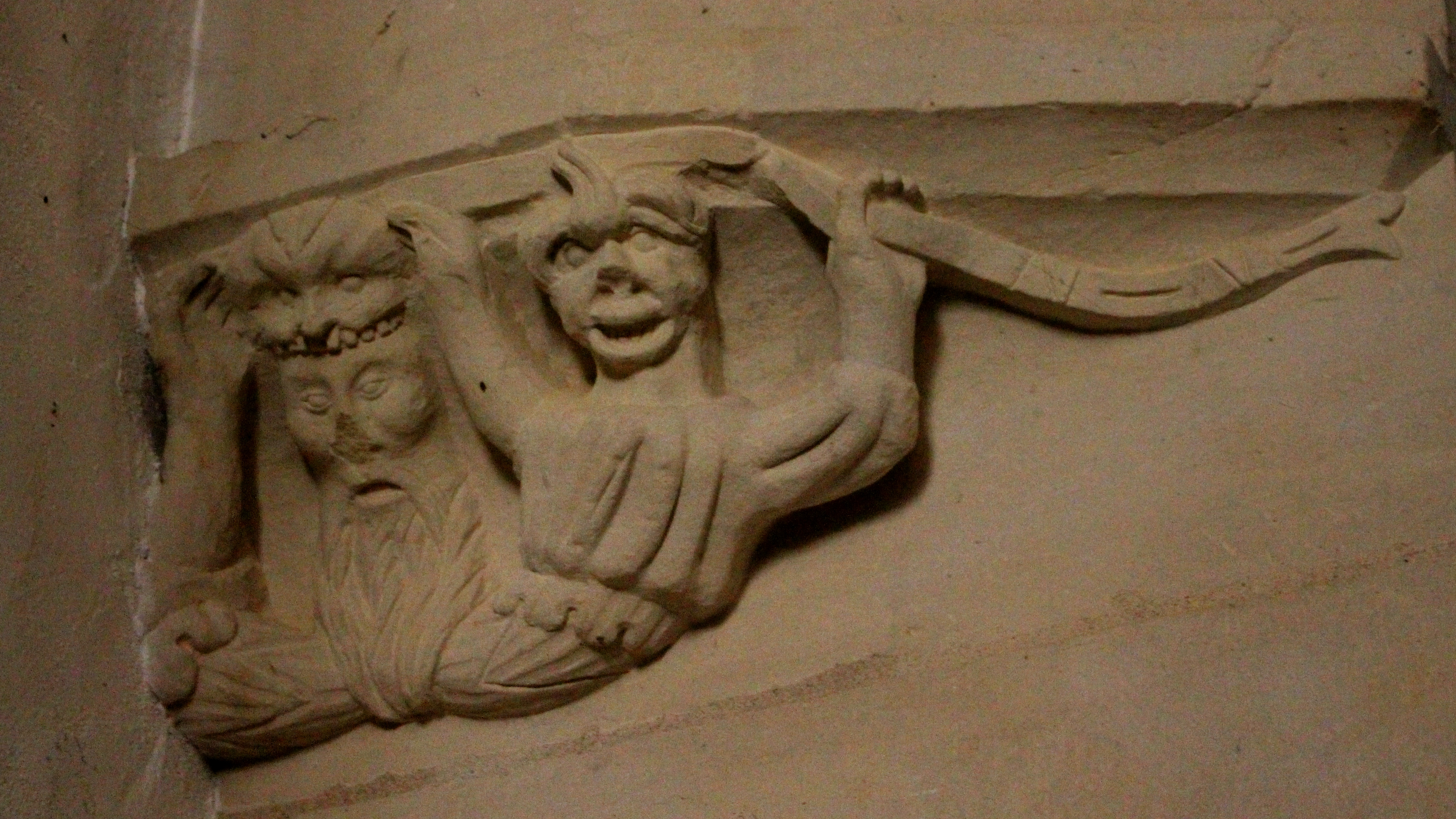
Chapiteau roman.
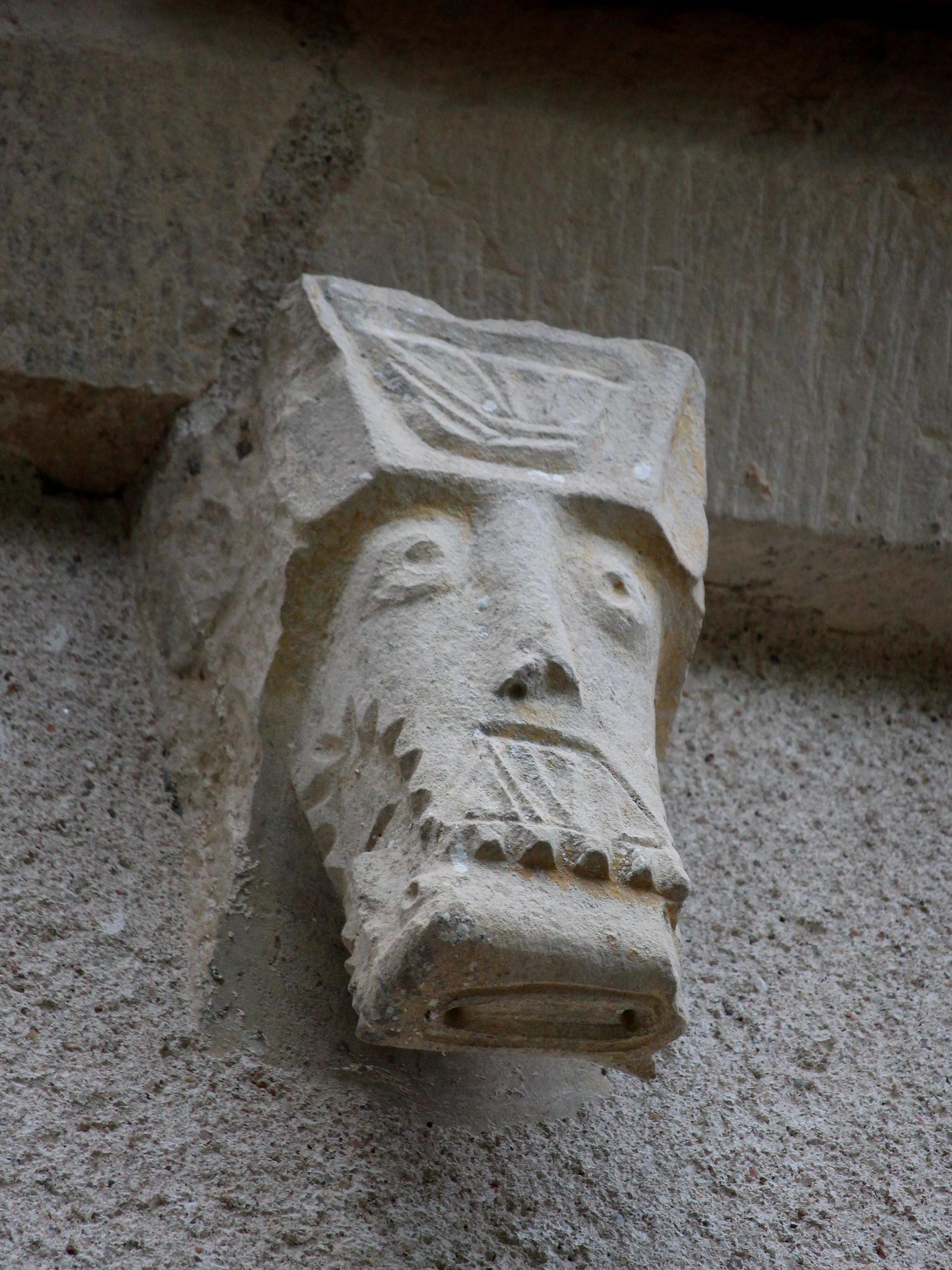
Modillon.
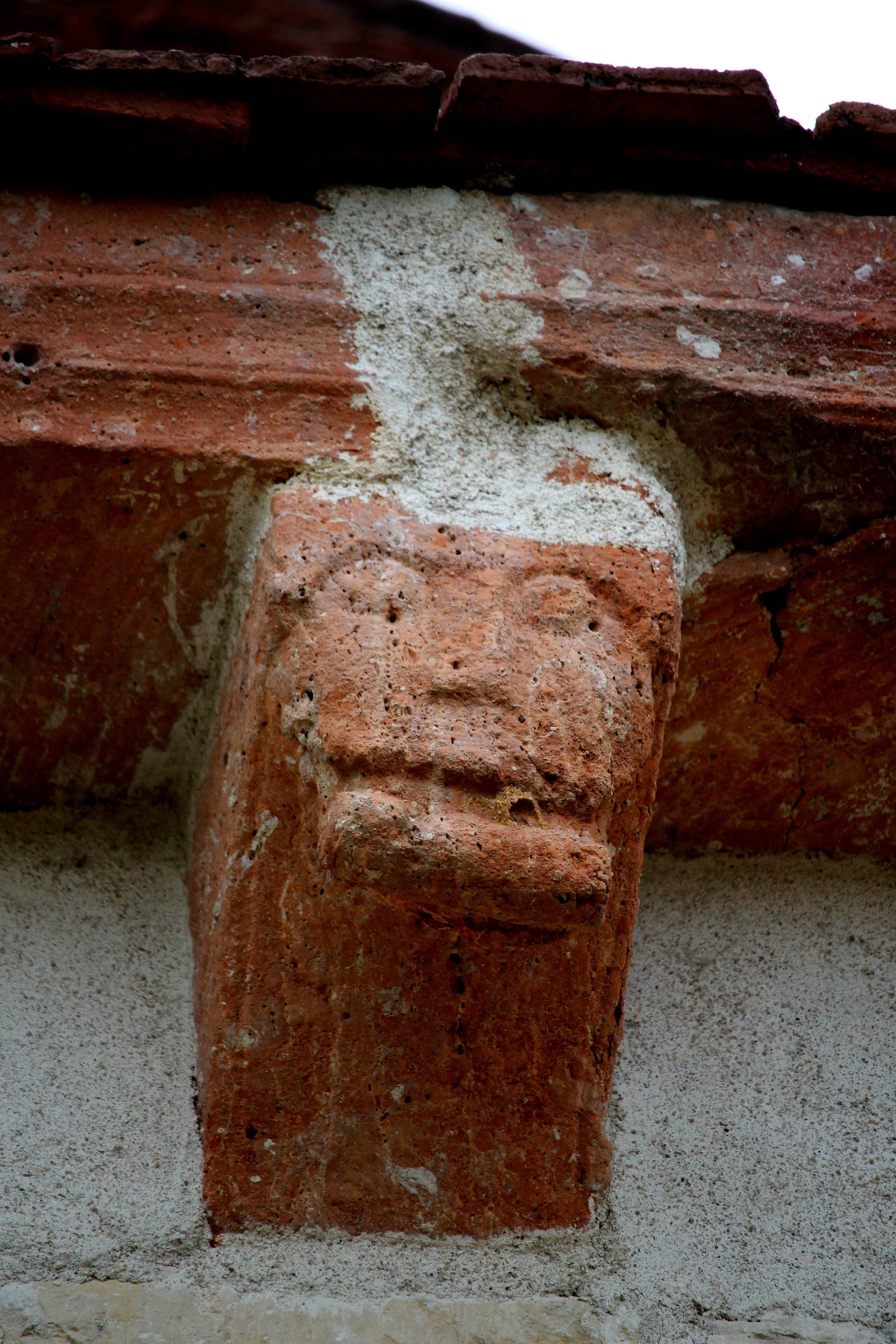
Modillon
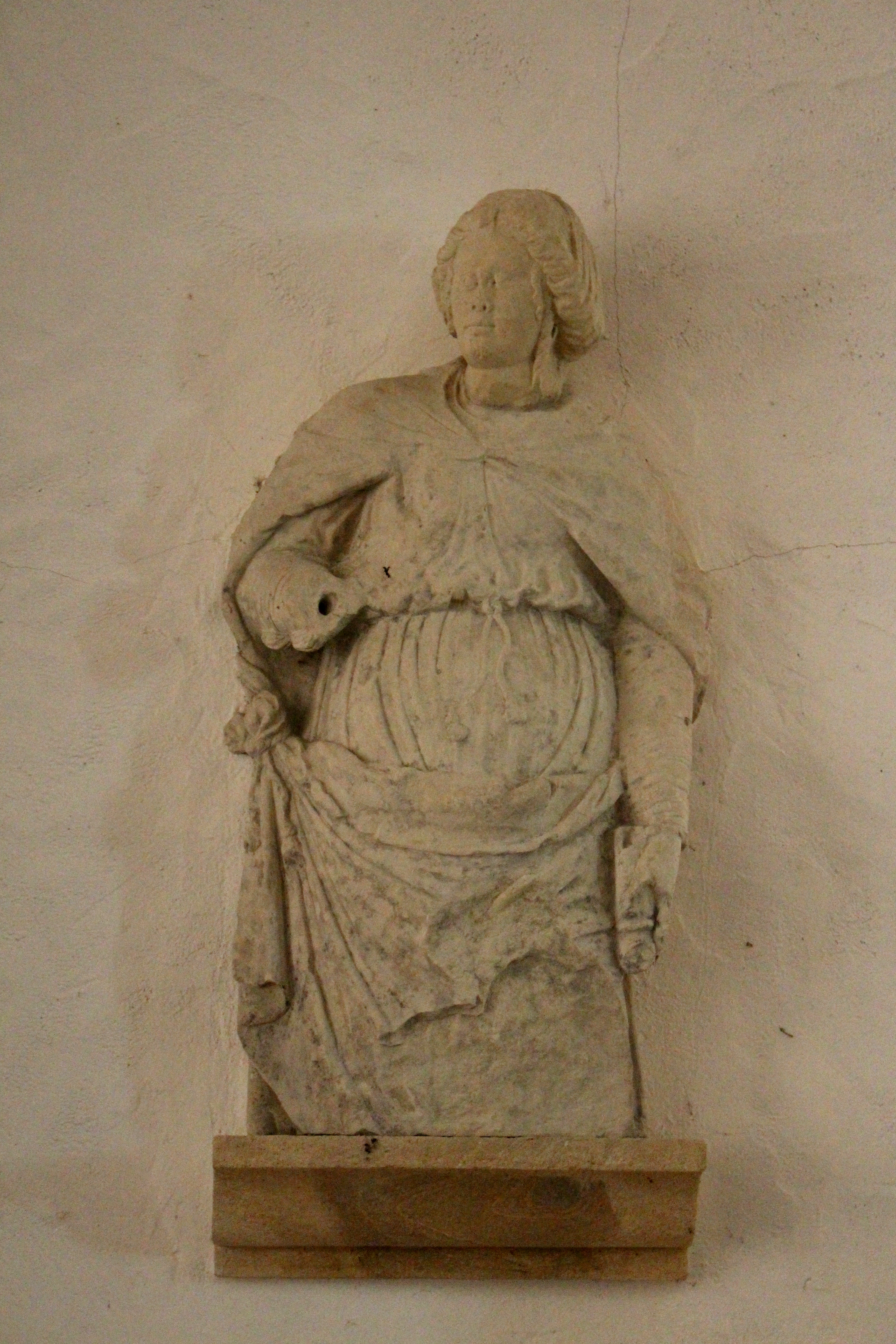
Statue de femme.